# Sonamura
Sonamura es un pueblo y nagar Panchayat situado en el distrito de Tripura occidental en el estado de Tripura (India). Su población es de 11285 habitantes (2011). 

## Demografía
Según el censo de 2011 la población de Sonamura era de 11285 habitantes, de los cuales 5698 eran hombres y 5587 eran mujeres. Sonamura tiene una tasa media de alfabetización del 87,60%, superior a la media estatal del 87,22%: la alfabetización masculina es del 89,96%, y la alfabetización femenina del 85,20%.